# Вега, Несауалькойотль де ла
Несауалькойотль де ла Вега Гарсия (Нетцауалькойотль, исп. Netzahualcóyotl de la Vega García; 18 января 1931 — 6 сентября 2004) — мексиканский профсоюзный лидер, юрист и политик, связанный с Институционально-революционной партией (ИРП). Дважды был федеральным депутатом и дважды сенатором Республики.
С 1949 года он был членом ИРП, учился в Национальном педагогическом училище (1944–1948), а затем получил юридическое образование в Национальной школе юриспруденции при Национальном университете Мексики (UNAM, 1948–1956).
До своей смерти он возглавлял Профсоюз работников радио, телевидения, телекоммуникаций и смежных отраслей промышленности Мексиканской Республики (STIRTT) и был членом Национального исполнительного комитета Конфедерации мексиканских трудящихся (CTM).
Его основная политическая карьера проходила в законодательной сфере. Он также дважды занимал пост депутата Палаты депутатов: в 52-м Конгрессе (1982–1985) от 34-го округа Федерального округа и в 56-м Конгрессе (1994–1997) от третьего округа Герреро. Он был председателем Палаты депутатов в 1984 и 1997 годах.
Он служил в Сенате во время 54-й и 55-й сессий Конгресса (1988–1994), представляя Герреро, и был переизбран в Сенат на 58-ю и 59-ю сессии (2000–2006) в качестве многомандатного сенатора.
Он умер, находясь на своем посту во время своего второго срока в Сенате. 